# Казе Рати (Ла Специја)
Казе Рати је насеље у Италији у округу Ла Специја, региону Лигурија.
Према процени из 2011. у насељу је живело 20 становника. Насеље се налази на надморској висини од 307 м.